# Валовиці (Люблінське воєводство)
Валовиці (пол. Wałowice) — село в Польщі, у гміні Юзефув-над-Віслою Опольського повіту Люблінського воєводства.
Населення — 186 осіб (2011).

## Демографія
Демографічна структура станом на 31 березня 2011 року:
|          | Загалом | Допрацездатний вік | Працездатний вік | Постпрацездатний вік |
| -------- | ------- | ------------------ | ---------------- | -------------------- |
| Чоловіки | 88      | 19                 | 52               | 17                   |
| Жінки    | 98      | 16                 | 49               | 33                   |
| Разом    | 186     | 35                 | 101              | 50                   |